# Udo Sautter
Udo Sautter (* 17. Juni 1934 in Wiesbaden; † 25. September 2019) war ein deutscher Historiker, Hochschullehrer und Sachbuchautor.

## Leben
Nach Abschluss einer kaufmännischen Lehre studierte Sautter von 1955 bis 1962 Geschichte und neuere Sprachen an den Universitäten Tübingen, Grenoble, Paris und Florenz. 1959/60 wirkte er als Assistent an einem Pariser Gymnasium. 1961 wurde Sautter mit einer Arbeit über den französischen Regionalismus an der Universität Tübingen zum Dr. phil. promoviert. 1962 bzw. 1964 absolvierte er das 1. bzw. 2. Staatsexamen und unterrichtete im höheren Schuldienst in Stuttgart und Ulm.
Ab 1966 lebte er in Kanada und war mit Lehraufträgen als Assistant Professor am Loyola College, an der Concordia University und der McGill University in Montreal tätig. Von 1969 bis 1996 lehrte er zunächst als Assistant Professor, seit 1976 als Full Professor an der University of Windsor, Ontario neuere europäische und nordamerikanische Geschichte. Von 1996 bis 2003 lehrte er als Professor für nordamerikanische Geschichte an der Universität Tübingen. 2003 wurde er emeritiert.

## Schriften (Auswahl)
- Die dichterische Gestaltung von Champagne, Ile-de-France und Paris in den Ballades françaises Paul Fort’s. Tübingen 1962 (Dissertation, Universität Tübingen, 12. Januar 1962).
- Geschichte Kanadas. Das Werden einer Nation (= Kröners Taschenausgabe. Band 432). Kröner, Stuttgart 1972, ISBN 3-520-43201-3; durchgehend überarbeitete und erweiterte Auflage: Geschichte Kanadas. Von der europäischen Entdeckung bis zur Gegenwart. Beck, München 1992, ISBN 3-406-35927-2.
- Geschichte der Vereinigten Staaten von Amerika (= Kröners Taschenausgabe. Band 443). 8., aktualisierte und erweiterte Auflage. Kröner, Stuttgart 2013, ISBN 978-3-520-44308-3.
- Three Cheers for the Unemployed. Government and Unemployment before the New Deal. Cambridge University Press, New York 1991, ISBN 0-521-40041-4.
- Lexikon der amerikanischen Geschichte. Beck, München 1997, ISBN 3-406-39294-6.
- Das Buch der Jahrestage. Geschichte und Kultur in Daten, Beck, München 1999, ISBN 3-406-42090-7.
- Die Vereinigten Staaten. Daten, Fakten, Dokumente, Francke, Tübingen 2000, ISBN 978-3-8252-2131-7.
- Geschichte Kanadas (= C. H. Beck Wissen). Beck, München 2000; 2., aktual. Aufl. 2007, ISBN 978-3-406-44737-2.
- Die 101 wichtigsten Personen der Weltgeschichte (= C. H. Beck Wissen). Beck, München 2002, ISBN 3-406-47993-6.
- Biographisches Lexikon zur deutschen Geschichte. Beck, München 2002, ISBN 978-3-406-47632-7.
- Deutsche Geschichte seit 1815. Daten, Fakten, Dokumente (= UTB. Bände 2543–2545). 3 Bände. Francke, Tübingen 2004, ISBN 3-8252-2546-1.
- Die Präsidenten der Vereinigten Staaten von Amerika. 1789 bis heute. dtv, München 2005, ISBN 3-423-34265-X.
- Der Amerikanische Bürgerkrieg: 1861–1865. Theiss, Stuttgart 2009, ISBN 978-3-8062-2232-6.
- Wie man eine Postkutsche überfällt… und andere wahre Geschichten aus dem Wilden Westen. Herder, Freiburg 2010, ISBN 978-3-451-30245-9.
- Als die Franzosen Amerika entdeckten. Primus, Darmstadt 2012, ISBN 978-3-86312-009-2.
- Sklaverei in Amerika. Theiss, Darmstadt 2014, ISBN 978-3-8062-2896-0.